# カシワヤ楽器
カシワヤ楽器 （カシワヤがっき）は秋田県を基盤にし、CD/DVD及び楽器を販売するレコード楽器の専門店。

## 概要
1932年に横手市にて創業。1970年に秋田プラザ（現・キャッスルズアーケード）に出店し、秋田市に進出。1980年にイトーヨーカドー秋田店（現・フォンテAKITA）に出店。1993年にはイオン秋田ショッピングセンター（現・イオンモール秋田）に出店。また、仙台のギルドネクストより「フリーウェイ秋田店」の営業権を譲渡され、「カシワヤ楽器スマイルKレコード」としてオープン。イオン秋田ショッピングセンターでの業績を買われ、秋田県内のイオングループへの出店やジャスコ前沢店（現・イオン前沢店）の直営CD売場を移管されて岩手県への進出も果たした。
秋田県内で開催されるコンサートでは、興行会社からの依頼により会場でのアーティストの音楽ソフト販売を請け負うほか、自社によるコンサートの企画・運営も手掛ける。
「カシワヤ楽器横手駅前店」では、ピアノや声楽、クラリネット、サックス、ギター、ベース、ドラムなどの音楽教室を開催しており、ドラム講師として地元出身の元ECHOESの今川勉、浜田省吾元ツアーメンバーの高橋伸之らが参加している。
しかし、CD業界全体の売上低下などもあり、秋田市や大仙市、岩手県の店舗を閉鎖。現在は横手駅前店のみの営業となる。

## 店舗

### 現在営業中の店舗
- 横手駅前店（本店）- 秋田県横手市寿町8-17

### 閉店した店舗
- 四日町店（旧本店）- 秋田県横手市四日町
- 秋田イトーヨーカドー店 - 秋田県秋田市中通2-8-1 イトーヨーカドー秋田店内（現・フォンテAKITA）
- スマイルKレコード - 秋田県秋田市中通2-6-2 公営駐車場1階
- 秋田イオン御所野店 - 秋田県秋田市御所野地蔵田1-1-1 イオンモール秋田内
- イオン大曲店 - 秋田県大仙市和合字坪立177 イオンモール大曲内
- 水沢コープアテルイ店 - 岩手県奥州市水沢区佐倉河字東沖ノ目123 水沢カルチャーパーク内
- 岩手ジャスコ前沢店 - 岩手県奥州市前沢区向田2-85 ジャスコ前沢店内（現・イオン前沢店）
- イオンスーパーセンター横手南店 - 秋田県横手市婦気大堤字中田4-1 イオンスーパーセンター横手南店内